# Elisabeth Wolf
Elisabeth Wolf (Lubbeek, 9 februari 1974) is een Belgische componiste en pianiste. Ze staat bekend om haar expressieve en intuïtieve pianocomposities, die een romantische stijl combineren met onconventionele harmonieën. Wolf lanceerde in 2020 haar debuutalbum Out of the Blue, dat ze schreef en opnam tijdens de COVID-19-pandemie.

## Biografie
Elisabeth Wolf groeide op in Lubbeek, waar haar passie voor muziek al op jonge leeftijd zichtbaar werd. Ze begon met pianolessen en ontwikkelde een sterke voorkeur voor het componeren van eigen werken. Haar talent werd opgemerkt toen ze op vijftienjarige leeftijd haar eerste optreden gaf in Tel Aviv, Israël. Een jaar later volgde een concert in Veracruz, Mexico.
Ondanks haar liefde voor muziek besloot Wolf aanvankelijk een carrière buiten de muziekwereld na te streven. Ze werkte jarenlang als salesmanager, maar in 2019 besloot ze deze carrière achter zich te laten om zich volledig te richten op haar passie. Tijdens de pandemie in 2020 keerde ze terug naar het componeren, wat resulteerde in haar eerste album Out of the Blue.
In 2023 bracht ze haar tweede album, The Journey Beyond Infinity, uit. Met dit werk verdiepte ze haar persoonlijke stijl verder en bracht ze een ode aan de kracht van emotie in muziek.

## Muzikale stijl
Elisabeth Wolf's muziek wordt gekenmerkt door elegante melodieën, romantische accenten en vrije structuren. Haar composities worden vaak omschreven als emotioneel en intuïtief, met een sterke nadruk op persoonlijke expressie. Volgens Wolf ontstaan haar stukken "uit het niets" en dienen ze als een uitlaatklep voor haar emoties.
In een interview met Het Laatste Nieuws benadrukte ze het belang van liveoptredens: "Muziek is voor mij een gedeelde ervaring. Hopelijk kan ik binnenkort live spelen voor mijn fans." Haar werk heeft lof gekregen voor de combinatie van toegankelijkheid en diepgang.

## Discografie
- Out of the Blue (2020)
- The Journey Beyond Infinity (2023)

Haar muziek is beschikbaar op streamingplatforms zoals Spotify, waar populaire nummers als "Desirs Rouges" en "Out of the Blue" goed ontvangen zijn.